# Climat du Chili

Images satellitaires du Cône Sud mois par mois.

Diagramme qui représente les éléments climatiques qui influencent le pays.

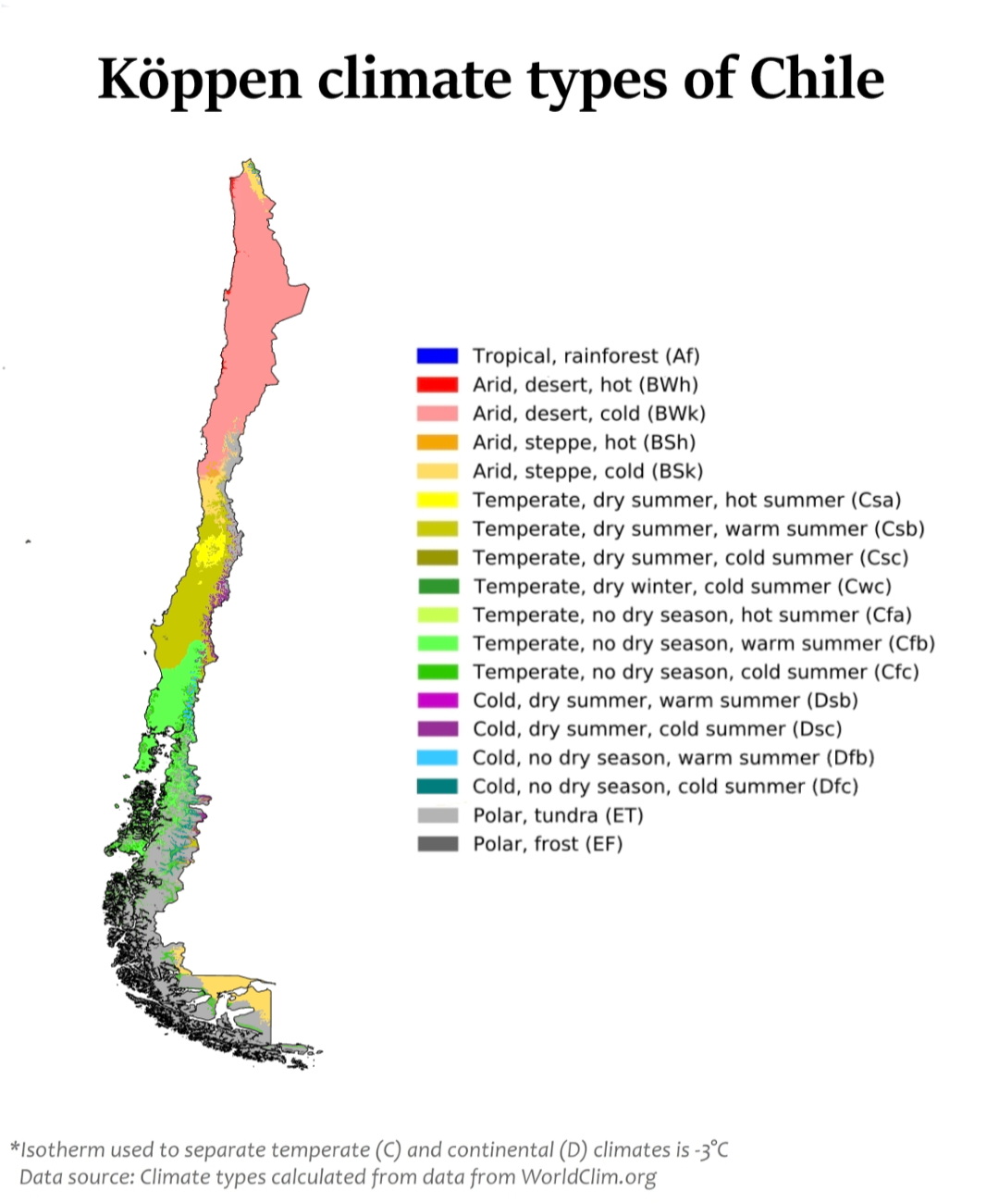
Climats du Chili selon la classification de Köppen

Le climat du Chili comprend une ample gamme de conditions sur une vaste échelle géographique qui s'étend sur presque 40 degrés de latitude (et presque 73 degrés si l'on considère ce qui est revendiqué comme Territoire Chilien Antarctique). Pour généraliser, en analysant les différents territoires de la géographie du Chili, le nord a un climat plus sec avec des températures relativement élevées, alors que le sud possède un climat plus frais et humide. Les précipitations sont plus fréquentes pendant les mois d'hiver. Il faut aussi mentionner le climat tropical pluvieux de l'Île de Pâques, le climat maritime subtropical de l'archipel de Juan Fernández et le climat polaire du Territoire Chilien Antarctique.
Selon la classification de Köppen, le Chili comprend sur son sol les 5 grands groupes climatiques qui existent dans le monde: Tropical, Désertique, Tempéré, Continental et Polaire. Dans ces groupes se trouvent les 18 principaux climats présents tout au long du pays,. Depuis le climat désertique dans le nord, à la tundra et aux glaciers à l'est et au sud, en passant par le tropical humide sur l'Île de Pâques, le climat méditerranéen dans le Chili central, le continental subalpin dans la cordillère, le climat océanique dans le sud et le climat polaire dans le Territoire Chilien Antarctique,,. On trouve les quatre saisons dans tout le pays: été (décembre à mars), automne (mars à juin), hiver (juin à septembre) et printemps (septembre à décembre).
Les facteurs les plus importants qui contrôlent le climat au Chili sont l'anticyclone du Pacifique Sud, la zone de dépression circumpolaire australe, le courant froid de Humboldt et la Cordillère des Andes. Malgré la longueur des côtes chiliennes, certaines zones de l'intérieur peuvent être sujettes à d'amples oscillations de température, et des villes comme Lonquimay peuvent même avoir un climat de type continental. Dans l'extrême nord-est et sud-est, les zones frontalières pénètrent dans le haut plateau et dans les plaines de la Patagonie chilienne, donnant à ces régions des modèles climatiques similaires à ceux de la Bolivie et l'Argentine, respectivement.
Parmi les nombreux effets du climat présent dans ce pays, le plus important est son influence sur la flore du Chili.

## Saisons

Carte des températures moyennes mensuelles du Chili

La majeure partie du pays se trouve dans la zone de latitudes «tempérées» de l'hémisphère sud, zone où se manifestent le plus nettement les saisons.
Les dates sont approximatives et déterminées par les solstices et les équinoxes:
- Été: du 21 décembre (solstice) au 20 mars (équinoxe).
- Automne: du 20 mars (équinoxe) au 21 juin (solstice).
- Hiver: du 21 juin (solstice) au 21 septembre (équinoxe).
- Printemps: du 21 septembre (équinoxe) au 21 décembre (solstice).

## Climats

### Climat du nord

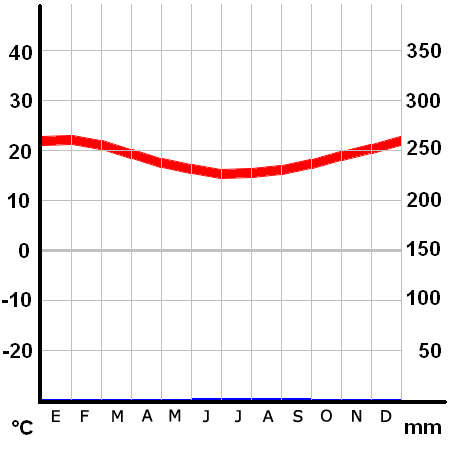
Climogramme de Arica, climat désertique chaud côtier.

En termes généraux il possède un climat aride, lequel se subdivise en quatre types: 
- désertique côtier: zone ayant une grande quantité de jours très nuageux, qui s'étend sur la côte depuis l'extrême nord presque jusqu'à la latitude 30° sud, dans une frange longitudinale qui ne dépasse pas 40 km de large.
- désertique normal: qui s'étend presque parallèlement à la côte dans ce qui correspond à la dépression intermédiaire, depuis l'extrême nord jusqu'à la hauteur de Chañaral dans le sud.
- désertique marginal d'altitude: qui se trouve plus vers l'est, dans le haut plateau et les dépressions andines, et se caractérise par les basses températures et par la pluviosité en été (hiver bolivien).
- désertique marginal bas: qui correspond au type désertique de moindre signification, se présente dans la Région d'Atacama et se caractérise par la présence de pluies en hiver[6].

Dans cette zone se trouve le désert d'Atacama, le plus aride du monde. C'est pour ces caractéristiques qu'il est considéré comme un lieu idéal pour l'astronomie: sa faible nébulosité, l'humidité de l'air presque inexistante et la lointaine pollution lumineuse font que la visibilité du ciel nocturne y soit très nette. Plusieurs observatoires astronomiques y sont situés, par exemple celui de la colline Tololo.
Dans cette zone ont été enregistrés deux records météorologiques mondiaux. Le premier est celui d'Arica, qui présente la moyenne annuelle de pluies la plus basse du monde, n'atteignant que 0,5 mm —la plupart des précipitations tombe en forme de bruines faibles et isolées. Le second est celui d'Iquique qui a enregistré la sécheresse la plus longue du monde, avec 16 ans sans précipitations.
Sur la côte nord, l'air est plus humide et très nuageux. La camanchaca est le nom donné au brouillard produit par l'anticyclone de l'océan Pacifique. Ce brouillard est retenu avec des mailles pour l'obtention d'eau, système qui a montré de très bons résultats dans son fonctionnement. Ce climat de désert côtier correspond, dans la classification de Köppen, au type BWn, et s'étend sur une frange qui va depuis la limite avec le Pérou jusqu'au nord du Elqui, avec une largeur maximale de 39 km. Quelques exemples sont les villes suivantes: Arica, Iquique, Antofagasta, Caldera.
Le désert de l'intérieur est complètement sec, se classant simplement comme BW, pratiquement sans précipitations. La température n'est pas extrêmement élevée, mais l'écart thermique entre le jour et la nuit est très important. Ce désert s'étend jusqu'à environ 2000 à 2500m au-dessus du niveau de la mer et jusqu'à la latitude 27° sud environ; à partir de cette latitude, et en arrivant vers 30° de latitude sud, le désert est influencé par quelques rares précipitations hivernales, et l'écart thermique entre le jour et la nuit se fait encore plus marqué. Ce climat est appelé désertique marginal bas.
Dans la pré-cordillère du Norte grande, en majorité dans celle de la Région de Arica et Parinacota se développe un climat de mousson qui a été nommé par Köppen climat de l'espinal (Bskw), c'est un climat de steppe à pluie estivale avec environ 230mm de précipitation accumulée annuelle qui tombent principalement pendant les mois d'été à cause des pluies venant du haut plateau pendant l'hiver altiplanique. Etant plus chaudes que la puna et plus arrosées que le désert les zones ayant ce climat développent plus de végétation que d'autres étages thermiques, jusqu'à héberger un type de savane avec des arbres de petite taille, principalement de polylepis rugulosa avec d'autres espèces des genres Fabiana, Senecio, Baccharis, entre autres. Ce climat se développe aussi dans la Savane des monts Al Hajar à Oman et les Prairies  du Massif Ethiopien entre l'Éthiopie, l'Erythrée et le Soudan.
Plus à l'intérieur, au-dessus de 4000 m, le climat est plus humide que le désert, à cause des pluies d'été («hiver bolivien»); le climat devient froid et humide juste avant d'arrivée à la tundra, avec la classification de subhumide subalpin, Cwc. Y dominent les Azorella compacta et les prairies aptes à l'élevage des camélidés (lamas et alpacas). Les zones les plus humides de ce climat arrivent à développer d'épais bosquets d'arbres du genre Polylepis (queñuas).

Sur le haut plateau et dans certaines zones de la cordillère, comme dans le haut bassin versant de la rivière Elqui, au-dessus de 3500 m, mais spécialement à l'intérieur de la Región d'Antofagasta, le climat est celui de tundra par l'effet de l'altitude, ETH. Dans cette zone les précipitations sont rares également, mais généralement sous forme de neige, en été un sol presque démuni de végétation reste à découvert.
Dans le Norte chico se développe principalement un climat semi-aride, divisé en 2 types principaux, le climat semi-aride froid (BSk) et le climat semi-aride chaud (BSh). Le premier se présente sur la côte sud du Norte chico et la pré-cordillère des régions d'Atacama et Coquimbo, alors que le deuxième type se présente dans la zone intermédiaire entre la Cordillère de la Côte et la Cordillère des Andes où l'influence océanique est moindre ce qui permet une plus grande plage de températures. La plus grande ville qui possède le climat semi-aride chaud au Chili est Ovalle où les températures moyennes annuelles atteignent 18 °C avec des précipitations supérieures à 200mm, lesquelles se concentrent surtout en hiver, ce qui la range dans le méditerranéen sec (BSh's), au même titre que Marrakech et l'est d'Amman.

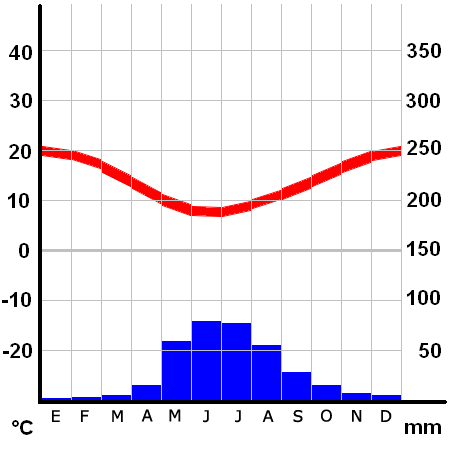
Climogramme de Santiago, climat méditerranéen.

### Climat du centre
Dans le centre historique du pays, que nous pourrions appeler centre nord géographique, entre 32 et 38 degrés de latitude environ, prédomine un type de climat Méditerranéen, caractérisé par une période pluvieuse hivernale et une période de sécheresse en été. Ce climat est indiqué dans la classification de Köppen par Csb (tempéré chaud avec pluies hivernales et été tiède), avec quelques variations.
Sur la côte les températures restent tempérées en général, avec de l'humidité dans l'air, qui se matérialise par des nuages bas, et une brise marine. La proximité de l'océan modère les températures. L'été n'est pas excessivement chaud et l'hiver est plus doux qu'à l'intérieur. Il n'y a pas de neige et les gelées sont peu fréquentes, l'écart jour-nuit aussi est moindre. Ce climat est classé aussi bien que Csbn, et quelques villes représentatives sont: La Serena, Valparaiso, Constitucion, Concepcion.
Dans la vallée centrale le climat peut être classé comme méditerranéen continentalisé. De Santiago, par exemple, on dit qu'il a une saison sèche prolongée, car à la fin du printemps et en été les températures restent élevées et l'humidité faible. Les pluies ne sont pas très rares au printemps, mais arrivent plus souvent au début. Les hivers ont des températures minimales assez basses, avec des gelées matinales fréquentes dans les vallées intérieures, mais à midi les températures deviennent beaucoup plus douces. Il y a parfois des inondations dues à des pluies torrentielles occasionnelles. Les précipitations augmentent du nord au sud, et sur les côtes et les flans de la cordillère des Andes. Tout au long de la Vallée Centrale se trouvent trois variétés de ce climat, sur la base de la durée de la période de sécheresse. Csb1, a une saison de sécheresse prolongée. Typiquement la zone de Santiago, elle s'étend depuis la vallée de l'Aconcagua jusqu'au bassin versant de la rivière Lircay (au nord de Talca). Les pluies se concentrent sur une période de 3 ou 4 mois. Les conditions sont optimales pour les agrumes et la vigne. A Santiago, il neige parfois l'hiver dans le secteur oriental et pré-cordillère, alors que dans la vallée la neige ne tombe que tous les 5 ans environ. D'autres villes représentatives sont San Felipe, Rancagua, San Fernando et Curicó. Plus au sud, depuis le bassin de la rivière Maule jusqu'au bassin de la rivière Biobío, la période de pluies est à peu près équivalente à la période de sécheresse, son classement est Csb2, les températures y sont légèrement inférieures, bien que les maximales diurnes d'été soient les plus élevées du Chili. Les villes ayant ce climat sont Linares, Chillán et Los Angeles. Ce climat est optimal pour la vigne, la pomme, la betterave et le bois commercial.
Dans le centre autour du parallèle 35 il y a aussi un climat méditerranéen typique (Csa) qui se caractérise par des étés secs, chauds et des températures moyennes dépassant les 22 °C et des hivers humides et pluvieux avec des températures douces.
Plus au sud, jusqu'à la limite avec le climat océanique, autour du 38e parallèle, la période de sécheresse est courte, 3 ou 4 mois. L'été est assez frais. Les précipitations mensuelles deviennent beaucoup plus abondantes que dans les variétés décrites ci-dessus. Les précipitations annuelles dépassent généralement 1000 mm. En hiver la couche de neige, bien qu'irrégulière, descend à moins de 1000 au-dessus du niveau de la mer, et la pénétration d'air polaire produit de fréquentes gelées. Traiguén est une ville avec cette variété climatique. Les villes de la Vallée Centrale représentant la variété climatique Csb1 sont Santiago du Chili et Curico. Les localités ayant la variété de climat Cfsb (océanique avec une courte sécheresse estivale) sont: Temuco, Tanguipuli,

### Climat du sud

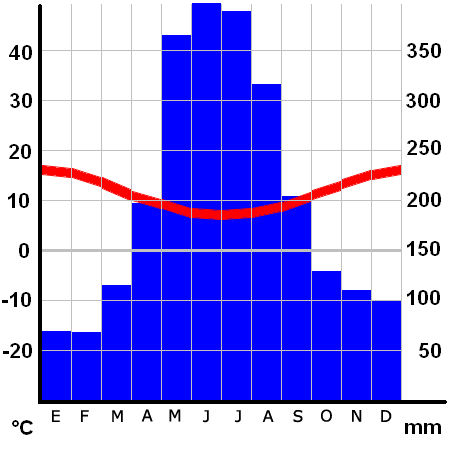
Climogramme de Valdivia, climat océanique.

A Temuco le climat est plus humide, avec des pluies fréquentes et des températures plus fraîches. Dans ce climat tempéré, les bois sont plus touffus, et il héberge plusieurs parcs nationaux. A Valdivia les pluies sont beaucoup plus fortes, atteignant 2.593 mm par an. Le froid augmente à mesure qu'on descend vers le sud. L'humidité augmente elle aussi, en raison de la proximité de l'océan Pacifique. Cette zone sud du Chili est typiquement celle du climat appelé océanique, dans la classification de Köppen, du type Cf, c'est-à-dire tempéré humide (avec des précipitations toute l'année), spécifiquement Cfb (été tempéré) et Cfc (été frais). Les exceptions sont les zones montagneuses les plus hautes, avec des climats froids, de tundra et polaire sous l'effet de l'altitude, les zones les plus orientales de la Patagonie chilienne, avec des climats de steppes, et l'extrême sud, avec un climat de tundra isothermique.
Les localités avec des climats typiquement Cfb (océanique) sont: Valdivia, Isla Guafo, Puerto Aysen, Faro Cabo Raper.
Les localités avec des climats de la variété Cfsb (océanique avec une courte sécheresse estivale) sont: Temuco, Panguipulli, Osorno, Puerto Montt.

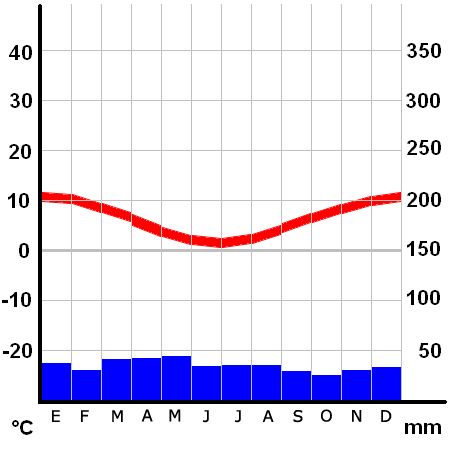
Climogramme de Punta Arenas, climat océanique d'été frais à froid.

A partir de la péninsule de Taitao le climat océanique devient plus froid et passe à la catégorie Cfc, c'est-à-dire avec un été frais à froid, où moins de quatre mois par an ont une température moyenne supérieure à 10 °C. Cette frange de la côte du Pacifique s'étend jusqu'à près de l'embouchure occidentale du détroit de Magellan (où commence le climat de tundra isothermique) et est la zone la plus pluvieuse du pays, avec plus de 7000 mm de précipitations annuelles, à l'Île Guarello les précipitations moyennes annuelles sont de 7,446 mm, et il a été enregistré jusqu'à 10,000 mm annuels,.
Dans la partie centrale de la Région de Magellan aussi, la zone de Punta Arenas, le climat entre dans cette classification, mais ici les précipitations sont bien moindres en raison de l'effet de la cordillère des Andes qui attrape une grande partie de l'humidité arrivant de l'ouest. Les neiges hivernales sont fréquentes.
Dans une frange à partir de l'embouchure occidentale du détroit de Magellan, au bord de l'océan Pacifique et incluant la partie sud de la Grande Île de la Terre de Feu et les îles les plus australes du continent, la température moyenne d'aucun mois n'atteint 10 °C, ces zones entrent donc dans la classification des climats polaires (groupe E), dans ce cas, de tundra (ET), et avec la caractéristique d'avoir des températures aussi bien que des précipitations relativement semblables toute l'année. La zone se classe comme ETi, appelé de tundra isothermique. Cette zone est assez abondante en précipitations, enneigée en hiver, avec de la neige qui peut tomber à n'importe quel époque de l'année. Les localités suivantes entrent dans cette classification: Islotes Evangelistas, Islas Diego Ramirez.

### Climat Antarctique

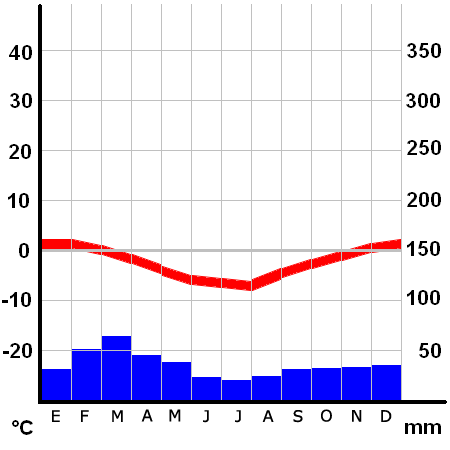
Climogramme de Villa Las Estrellas, climat de tundra.

Dans le Territoire Chilien Antarctique les basses températures sont constantes, généralement en-dessous de 0 °C. En exceptant la côte, l'air y est très sec.
Le côté tourné vers l'ouest et nord-ouest (vers la mer de Bellingshausen et le passage de Drake) reçoit plus d'influence océanique, donc les températures sont plus douces, et ne descendent pas extrêmement bas. Les zones côtières les plus septentrionales de ce côté, comme le nord-ouest de la péninsule Antarctique, les îles Shetland du Sud, l'archipel Palmer, les îles Biscoe, etc. ont un climat subpolaire ou de tundra (ET dans la classification de Köppen), c'est-à-dire que la température moyenne du mois le plus chaud dépasse 0 °C, donc il y a des terres découvertes de couche de gel permanent. C'est le secteur qui a la plus grande concentration de bases de recherche de toute l'Antarctique. Les parties élevées de ce secteur, pourtant, présentent de toute manière un climat polaire de gel (EF dans la classification de Köppen), généralement couvertes de glaciers, qui arrivent jusqu'à la mer et couvrent la majeure partie de ce secteur. Le côté oriental, qui fait face à la mer de Weddell, en revanche, est plus continental, avec des températures hivernales beaucoup plus basses, aucun mois n'atteignant la température moyenne de 0 °C, ce qui correspond au climat polaire de gel.
Les précipitations sur ce territoire sont relativement rares et vont en diminuant vers le Pôle Sud, où règne le «désert polaire».
Tout l'intérieur du territoire se trouve sous le régime de climat polaire de gel, avec des températures mensuelles moyennes inférieures à 0 °C toute l'année.

### Climat de laCordillère des Andes
La température diminue à mesure que l'on monte en altitude. Dans le haut plateau le climat est sec, mais pas autant que dans le désert, en raison de la présence de précipitations estivales appelées hiver bolivien, d'influence amazonienne. C'est un climat de steppe et de tundra sous l'effet de l'altitude. Les plus hautes cimes présentent des glaciers (neiges éternelles). Vers la zone centre nord il fait de plus en plus froid et humide, avec la présence de maquis et de bois sec, et des glaciers qui augmentent. A partir du parallèle 35 environ les flans de la cordillère deviennent définitivement humides, portant des bois touffus, et le niveau des neiges éternelles est plus bas. Ce climat humide et froid maintient les énormes champs de glace Nord et champ de glace Sud de Patagonie. A l'extrême sud du territoire, le climat en permanence froid et venteux des Andes ne donne lieu qu'à une végétation de mousses et lichens et aux «neiges éternelles», c'est-à-dire, les climats de tundra et polaire d'altitude.

### Climats insulaires

#### Climat de l'Île de Pâques

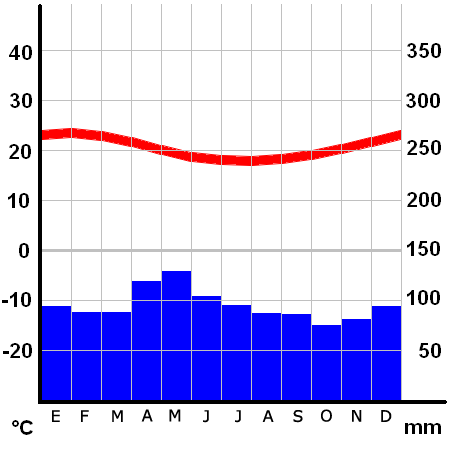
Climogramme de l'Île de Pâques

L'île possède un climat tropical et c'est le seul lieu du Chili où règne un climat tropical, son régime thermique montre l'influence océanique dans toute son ampleur: faible écart thermique aussi bien quotidien qu'annuel, et des précipitations distribuées régulièrement pendant toute l'année. Celles-ci sont d'origine convective, particulièrement en saison estivale. Pendant l'hiver, la présence de quelques systèmes de dépressions amène des précipitations d'origine frontale. La température moyenne annuelle est de 21,8 °C, atteignant son maximum de 24,6 °C en janvier et le minimum de 19,2 °C en août, ce qui est propre au climat tropical, ce qui donne des hivers et étés tempérés.
Les précipitations se répartissent toute l'année, sans descendre en-dessous de 90mm ni dépasser 150 mm mensuels, avec une légère hausse pendant les mois d'avril et mai. Les pluies sont sporadiques et brèves, et les eaux sont vite absorbées par le sol, ce qui fait qu'il n'y a ni fleuves ni de grandes réserves aquifères, à exception des lacs dans les cratères volcaniques.
Le climat pascal est fortement influencé par le proche et froid courant de Humboldt et par les vents venus de l'Antarctique.
Source: Manuel de Géographie du Chili, éditorial Andrés Beau, 1994, page 57, Île de Pâques, climat tropical pluvieux (Afa).

#### Climat de l'archipel Juan Fernández
Son climat est subtropical d'influence méditerranéenne, avec un air fort humide, et la moyenne annuelle de température est de 15,7 °C. La précipitation moyenne annuelle est de 1.092,8 mm; les pluies diminuent entre octobre et février. Un lieu avec des paramètres climatiques similaires à ceux de Juan Fernández est l'archipel des Açores au Portugal.

## Événements météorologiques extrêmes

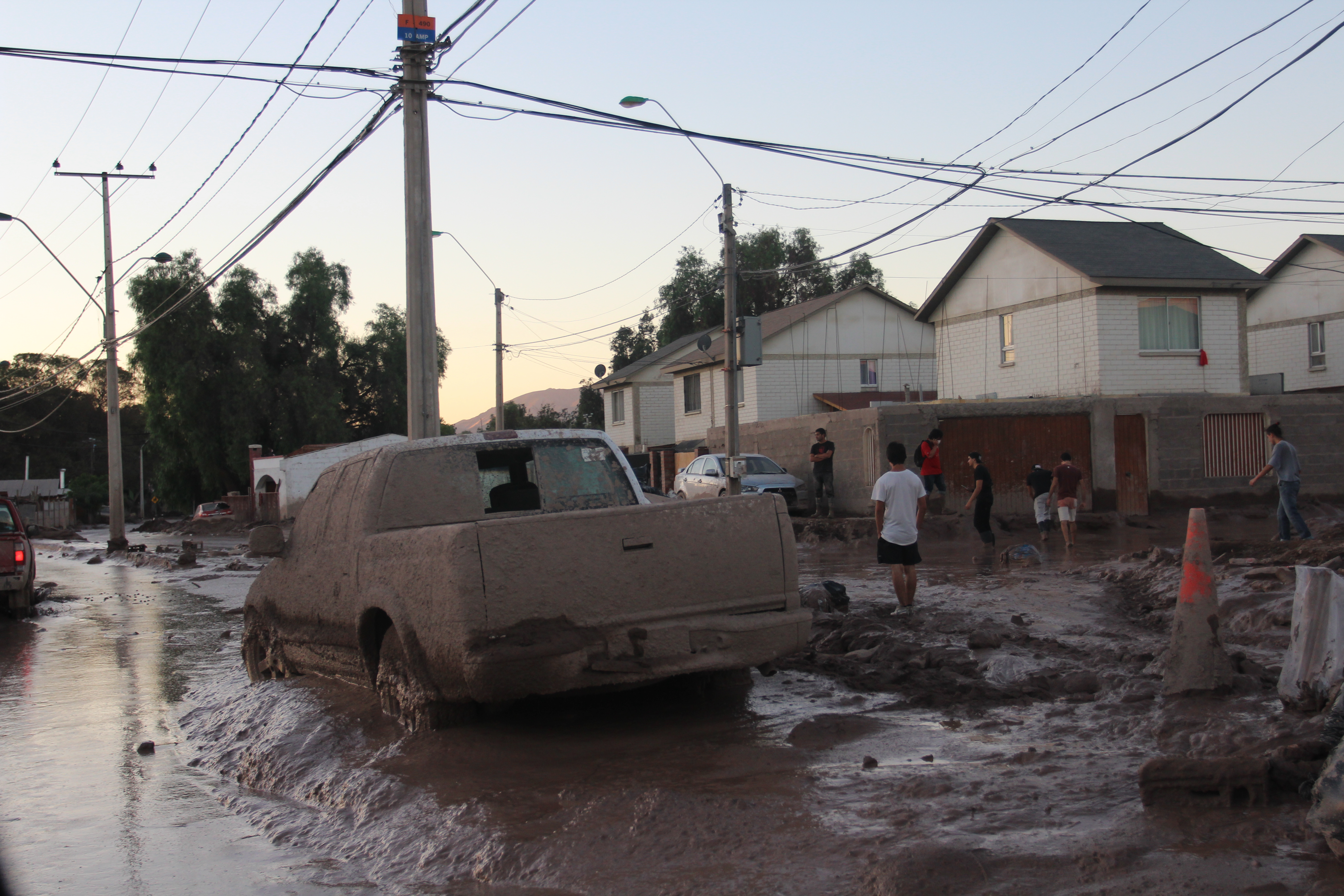
Tempête du nord du Chili de 2015

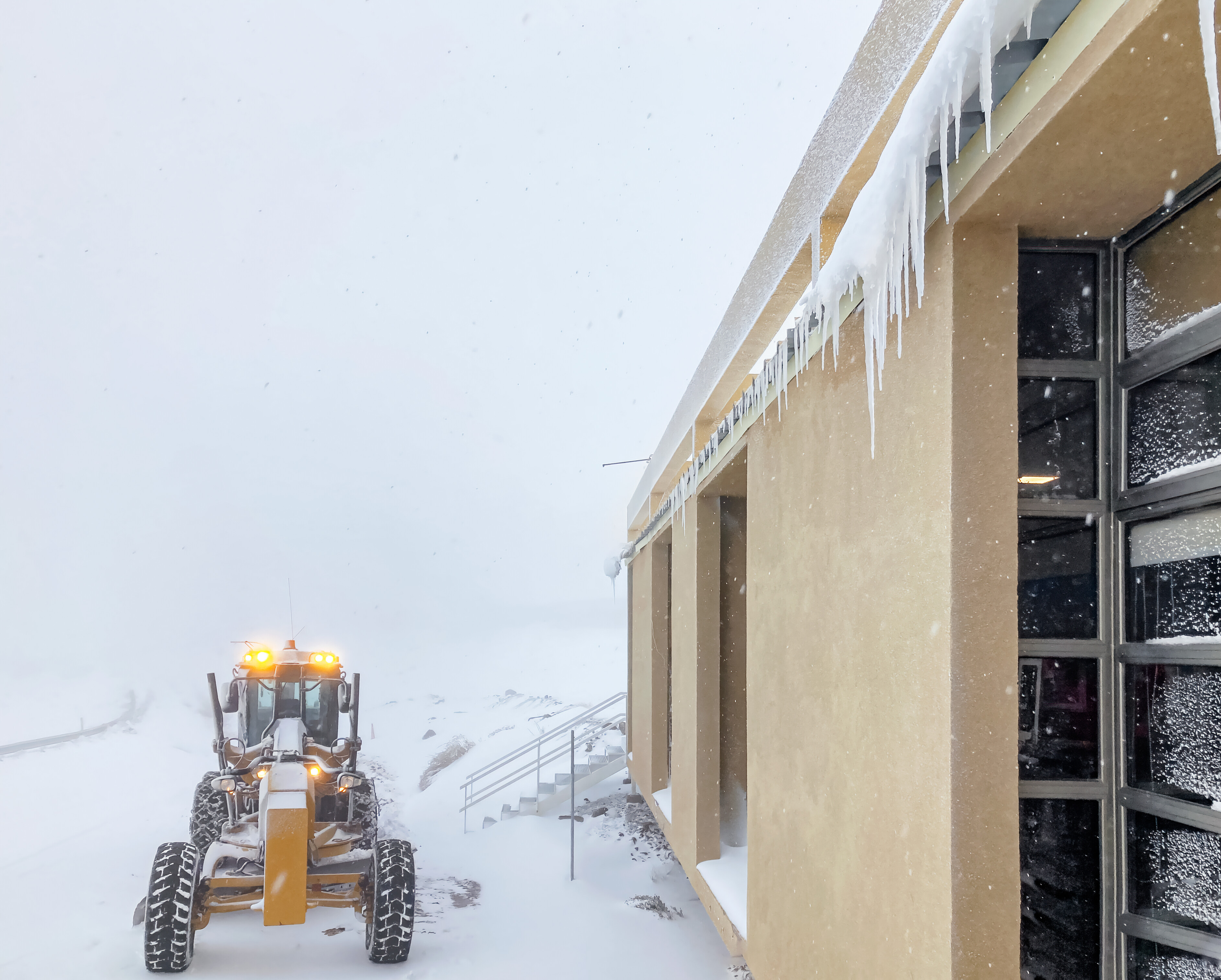
Tempête de neige qui frappe l'extérieur de la salle à manger de la Montagne Pachón au Chili (2022).

Le Chili présente une diversité climatique et météorologique considérable en raison de sa géographie étendue et variée qui traverse plusieurs latitudes planétaires. Dans le nord, le Désert d'Atacama est l'un des lieux les plus arides du monde, avec des précipitations extrêmement faibles et des températures fluctuantes. Ceci a causé un processus de méga-sécheresse sur le territoire national qui a conduit à l'extension du désert chilien vers la zone centre du pays.
Dans la zone centrale et sud, prédominent les vagues de chaleur en été, avec des températures qui peuvent dépasser 40 °C, alors qu'en hiver il y a souvent des inondations et glissements de terrain, avec des gelées significatives. En plus, cette région peut subir des tornades et trombes marines à l'automne et en hiver.
En Patagonie et Terre de Feu, le climat est froid et venteux, avec des précipitations significatives et même dse vents de 150 km/h.
En plus, le Chili est vulnérable à des phénomènes climatiques extrêmes comme des sécheresses prolongées, inondations et événements d'El Niño et La Niña, qui affectent la distribution des précipitations et les températures, et influencent l'agriculture, la biodiversité et les ressources hydriques du pays.